# Manuel Amate
Manuel Amate (Corona de Castilla, Monarquía Hispánica c. 1700s - Capitanía General de Guatemala c. 1760s) fue un capitán que ejerció el cargo de alcalde mayor de San Salvador desde 1756 a 1757.

## Biografía
Manuel Amate nació en la Corona de Castilla de la Monarquía Hispánica por la década de 1700s; se dedicaría a la carrera de las armas, alcanzando el rango de capitán; y se trasladaría a residir a la ciudad de Santiago de Guatemala.
El 18 de agosto de 1756, el presidente-gobernador y capitán general de Guatemala Alonso de Arcos y Moreno lo designó como alcalde mayor de San Salvador, para que la ocupase de manera interina hasta la llegada del alcalde mayor propietario (designado por el rey) Bernabé de la Torre Trasierra. El 20 de agosto de ese año, se le daría título de teniente de capitán general de esa provincia.
Ejercería el puesto de alcalde mayor hasta el mes de febrero de 1757, luego de lo cual se asentaría en la ciudad de Santiago. En el año de 1759 fungía como castellano y gobernador del Castillo y provincia del Petén, cargo al que se le prorogaría su período dos años más. Después de ello, no se sabe más de él, probablemente fallecería en el transcurso de la década de 1760s.